# Bollebeek

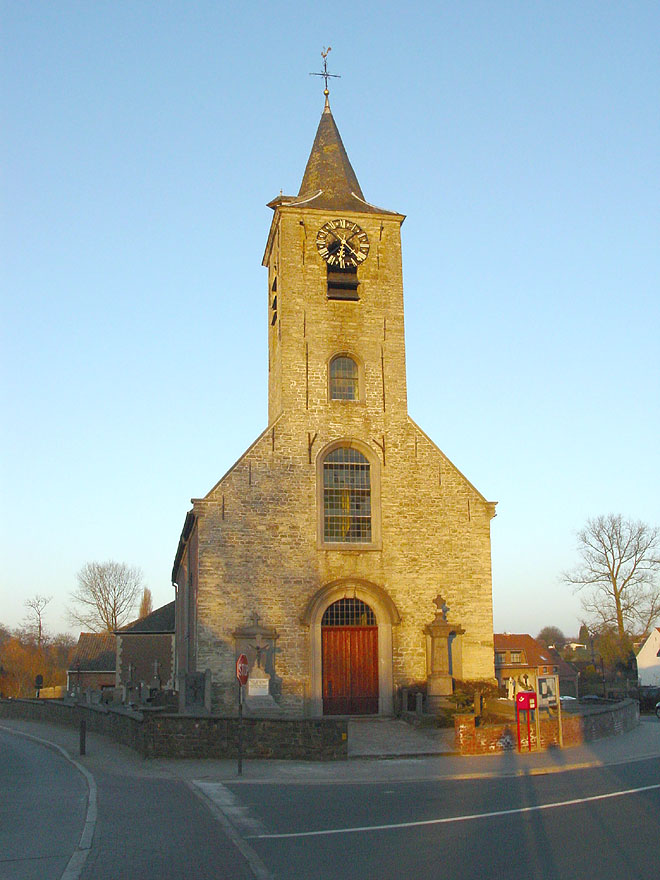
Sint-Antoniuskerk

Bollebeek is een landelijk gehucht met dorpskarakter in de Belgische provincie Vlaams-Brabant, in de buurt van Mollem. De Bollebeek loopt midden door de kleine dorpskern en verdeelt het gehucht in twee delen. Het kleinste deel, waar het kerkje zich bevindt, behoort toe aan Mollem, deelgemeente van Asse. Het grootste deel ligt op het grondgebied van Brussegem, deelgemeente van Merchtem. Deze beek mondt uit in de Grote Molenbeek, die de grens vormt tussen de gemeenten Asse en Merchtem. Bollebeek ligt 10-15 kilometer van Brussel. Er is nog een drukke verkeersader vanaf de steenweg Merchtem-Brussel via het industriegebied van Mollem naar Asse.

## Geschiedenis
Op de Ferrariskaart uit de jaren 1770 staat de plaats weergegeven als het dorp Bollebeeck. Bollebeek was van 1795 tot 1810 een zelfstandige gemeente, waarna ze bij Mollem werd gevoegd. Op dat moment had Bollebeek een oppervlakte van 0,40 km² en telde het 71 inwoners.
Momenteel heeft het zo'n 300 inwoners.
In 1980 werd het gehucht een beschermd dorpsgezicht.

## Bezienswaardigheden
- De Sint-Antoniuskerk met een orgel van François Loret.[3]
- Het beschermde Hof te Bollebeek

## Natuur en landschap
Bollebeek ligt op een hoogte van ongeveer 50 meter. De plaats ligt aan de Grote Molenbeek. Het landschap is heuvelachtig. Bij Bollebeek ligt het natuurgebied Bollebeek dat aansluit bij het Hof te Bollebeek.

## Galerij

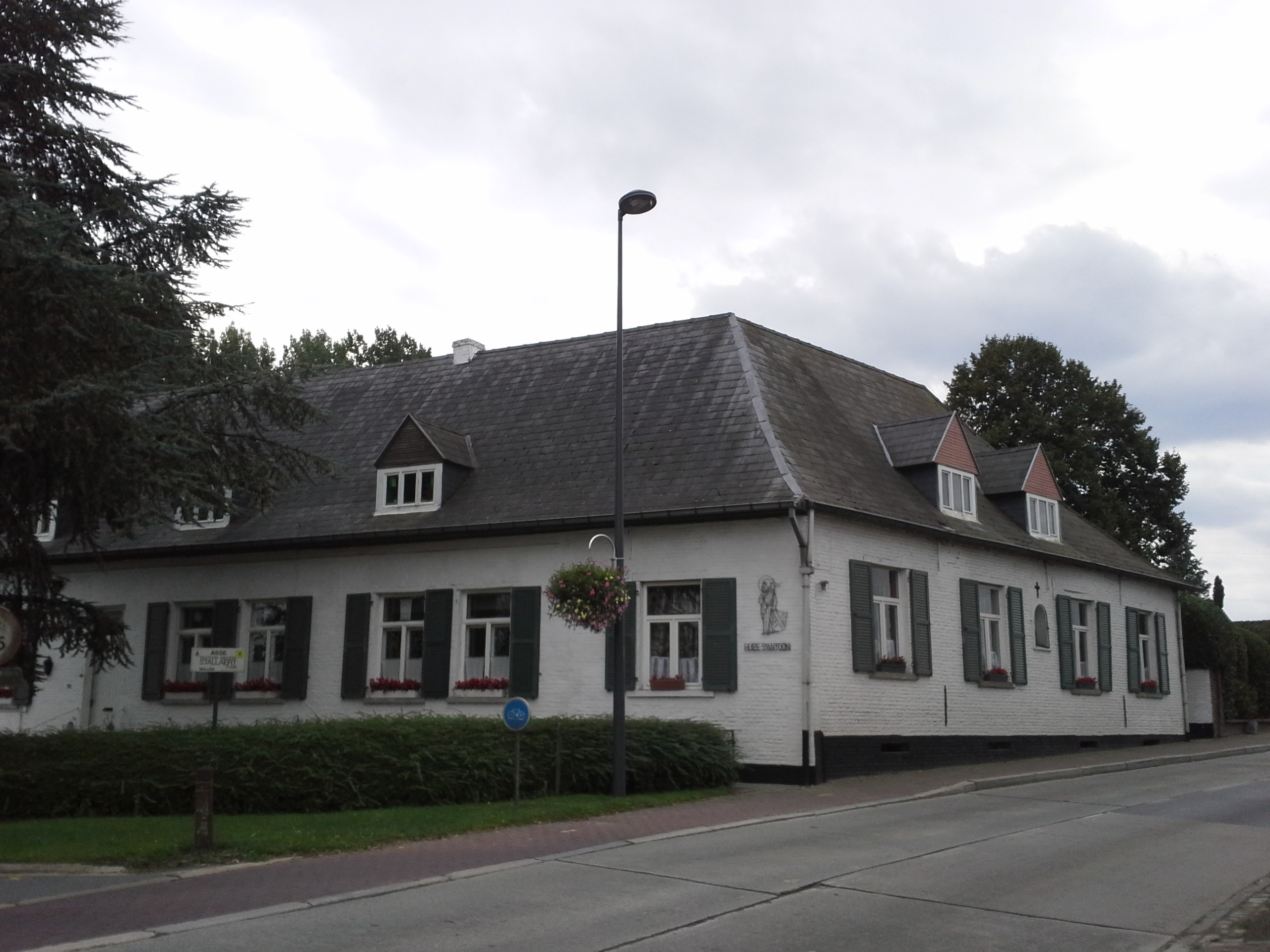
Huize Sint-Antoon
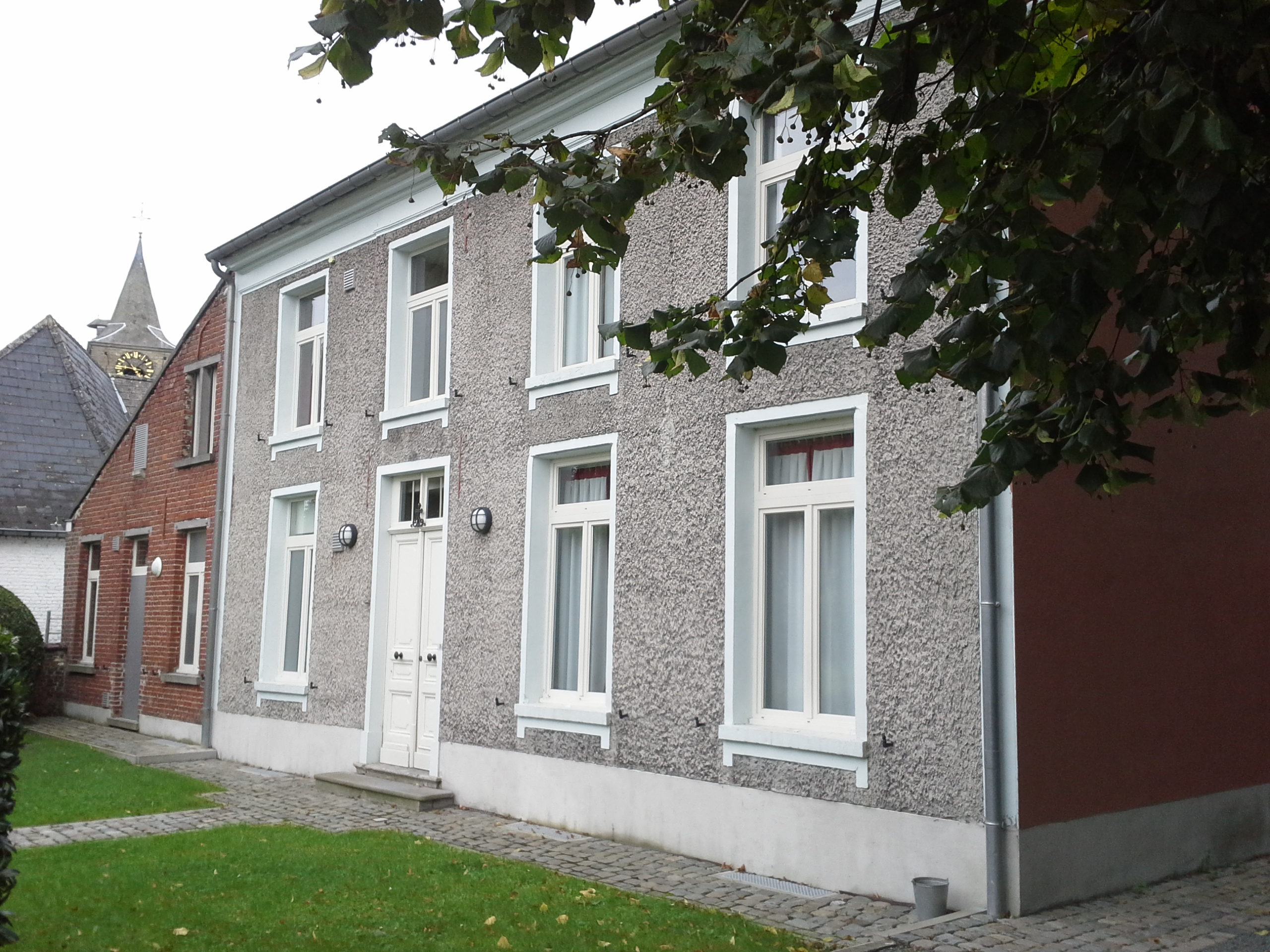
Pastorij van Bollebeek
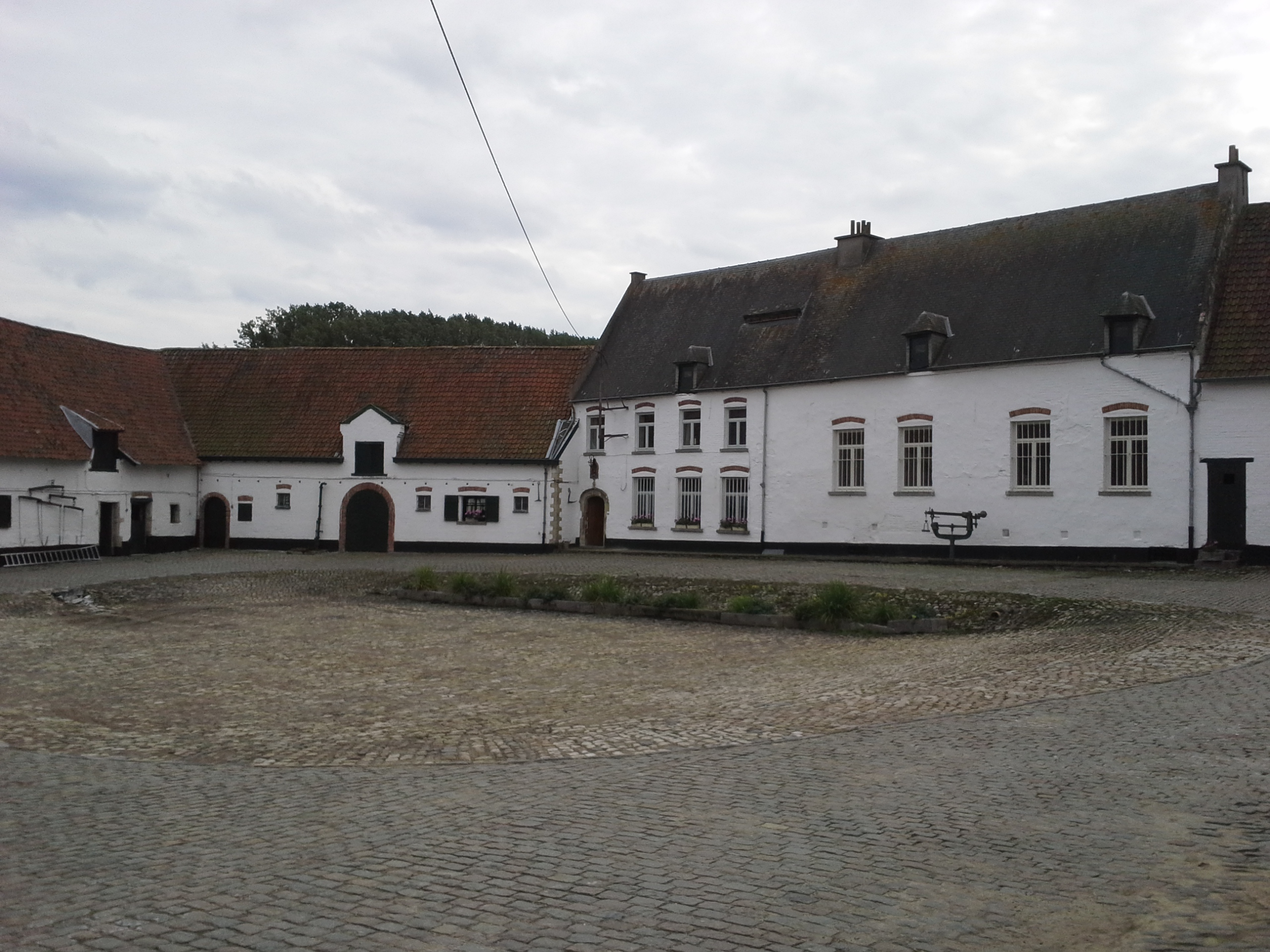
Hof te Bollebeek
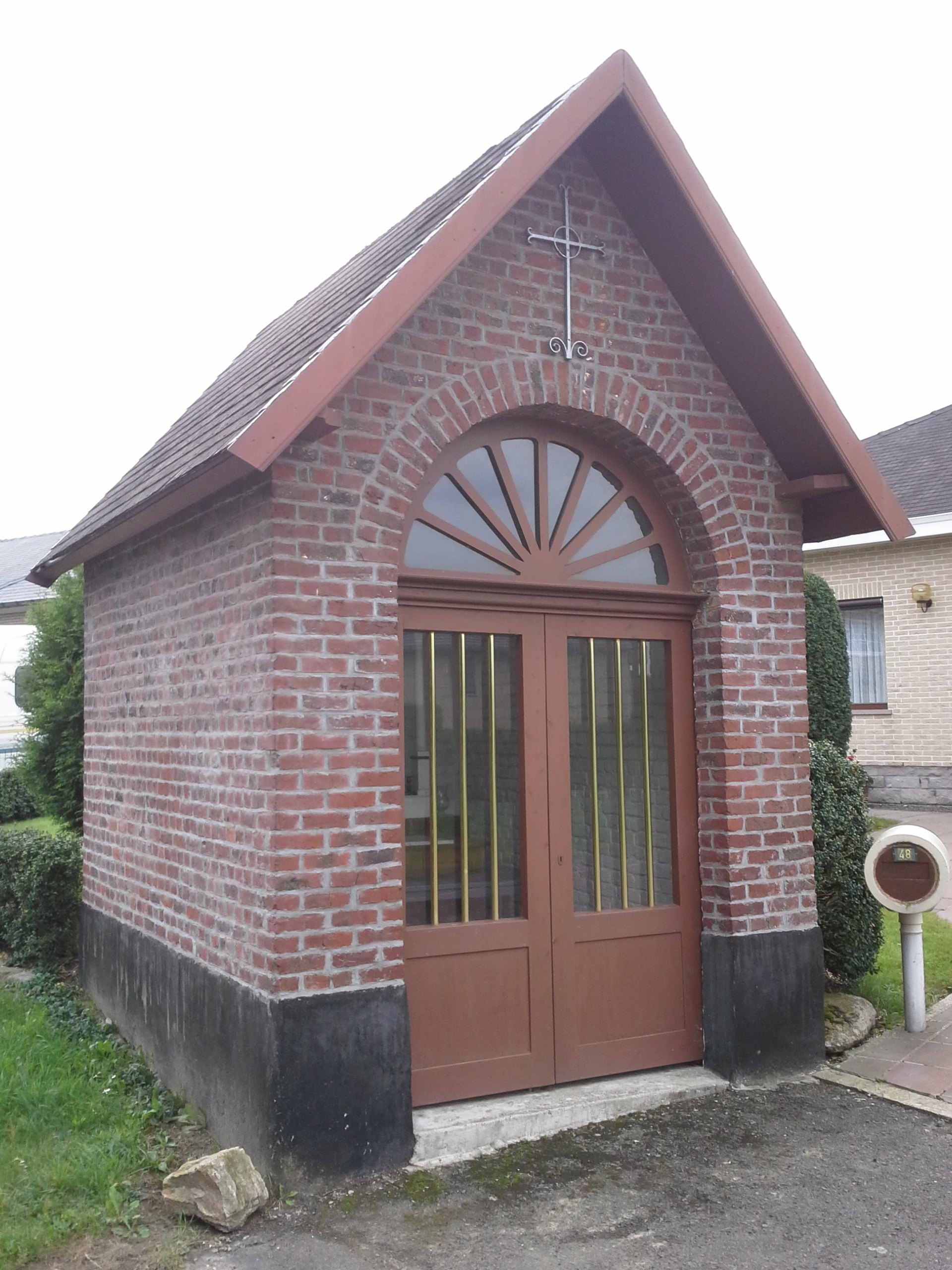
Kapel van de Heilige Isidorus

## Nabijgelegen kernen
Mollem, Brussegem, Kobbegem, Asse
Deelgemeenten: Asse · Bekkerzeel · Kobbegem · Mollem · Relegem · Zellik

Belgische gemeenten · Arrondissement Halle-Vilvoorde · Vlaams-Brabant · Vlaanderen